# Okrog pri Motniku
Okrog pri Motniku – wieś w Słowenii, w gminie Kamnik. W 2018 roku liczyła 65 mieszkańców.